# Gara Avrig
Gara Avrig este o stație de cale ferată care deservește Avrig, județul Sibiu, România.